# Myrsinus modestus
Myrsinus modestus is een keversoort uit de familie boktorren (Cerambycidae). De wetenschappelijke naam van de soort is voor het eerst geldig gepubliceerd in 1904 door Gahan.